# Нормальное расслоение
Норма́льное расслое́ние подмногообразия {\displaystyle \displaystyle X} риманова многообразия — векторное расслоение, состоящее из касательных векторов к объемлющему многообразию, которые перпендикулярны к {\displaystyle \displaystyle X.}
Слой этого расслоения в точке {\displaystyle p\in X} называется нормальным пространством в точке {\displaystyle \displaystyle p.}

## Свойства
Пусть {\displaystyle f\,:X\to Y} есть погружение, {\displaystyle \tau _{X}\,:TX\to X} и {\displaystyle \tau _{Y}\,:TY\to Y} — касательные расслоения соответственно подмногообразий {\displaystyle \displaystyle X} и {\displaystyle \displaystyle Y,} {\displaystyle \displaystyle f^{*}(\tau _{Y})} — расслоение, индуцированное касательным расслоением {\displaystyle \displaystyle \tau _{X},} а {\displaystyle \nu _{X}\,:NX\to X} — нормальное расслоение {\displaystyle \displaystyle X.}
- Тогда

{\displaystyle f^{*}(\tau _{Y})=\nu _{X}\oplus \tau _{X}.}
Отсюда следует, что нормальное расслоение изоморфно фактор-расслоению {\displaystyle \displaystyle f^{*}(\tau _{Y})} по подрасслоению {\displaystyle \displaystyle \tau _{X}}.
- В частности, для любой пары римановых метрик на {\displaystyle \displaystyle Y} определяемые ими нормальные расслоения изоморфны.